# Cartman's Mom Is Still a Dirty Slut
«Cartman's Mom Is Still a Dirty Slut» («La Madre de Cartman Sigue Siendo una Puta Sucia» en Hispanoamérica, «La Madre de Cartman Sigue Siendo Una Guarra» en España) es el 15 episodio de South Park, correspondiente al segundo capítulo de la segunda temporada. Fue estrenado el 22 de abril de 1998, y es la segunda parte de «Cartman's Mom Is a Dirty Slut».

## Argumento
El capítulo retoma el momento en el que Mephesto va a anunciar quien es el padre de Eric Cartman, cuando de repente la luz se va y se escuchan dos disparos de pistola contra Mephesto. Chef y los chicos corren al hospital para tratar de salvar su vida. El centro sanitario se encuentra en una mala situación, con pocos enfermeros (una de ellas sin brazos) y paralizado por una tormenta de nieve.
Por otra parte, los candidatos a padre de Eric Cartman y los presentes en el escenario del intento de asesinato de Mephesto se encuentran retenidos en un pequeño edificio, cuando la tormenta de nieve arrecia. Jimbo llega a proponer el canibalismo para sobrevivir, y comienzan por comerse a Eric Roberts.
El hospital donde Mephesto está ingresado se queda sin luz, por lo que el Dr. Doctor siguiere crear dos equipos: uno llamado Equipo A, en el que están todos los miembros, y uno llamado Equipo B formado solo por Kenny. Su misión es atravesar un campo helado, evitar a los velociraptor, llegar al generador y reconectarlo, mientras el Equipo A descansa cómodamente y se limita a darle instrucciones por walkie-talkie. Cuando Kenny se da cuenta de que no hay un cable que pueda conectarse al generador, decide hacer él mismo la conexión electrocutándose en el proceso.
Una vez todo vuelve a la normalidad, Mephesto desvela que la persona que intentó asesinarle fue su hermano, y desvela que el padre de Eric Cartman es la Señora Cartman. Esto se debe a que ella es hermafrodita, y acabó con otra mujer en la "fiesta de los borrachos". Aunque el capítulo pretende terminar con la incógnita de quién será la madre de Cartman, él rechaza saberlo y decide continuar con su vida.

## Muerte de Kenny
Kenny muere electrocutado cuando trata de reactivar el generador del hospital.

## Curiosidades
- La enfermera Goodly es una sátira de la obligación de contratar empleados con discapacidad en ciertos empleos en países como Estados Unidos.
- Mephesto hace una referencia a Terrance y Phillip en No sin mi ano durante el episodio.
- Los balazos de Mephesto cambian de lugar con frecuencia durante el capítulo.
- La parte en la que los candidatos a ser padre de Eric Cartman están aislados es un homenaje a la película ¡Viven!
- En el capítulo aparecen Eric Roberts y Bill Clinton.
- Se muestra como resucita Kenny.
- En el episodio "201", se descubre que el padre de Cartman es Jack Tenorman.